# Město (Svitavy)
Město je název místní části města Svitavy v okrese Svitavy. Leží v katastrálním území Svitavy-město a zahrnuje pouze historické jádro města. V roce 2011 zde žilo 498 obyvatel a nacházelo se zde 94 domů.